# سباق المرتفعات

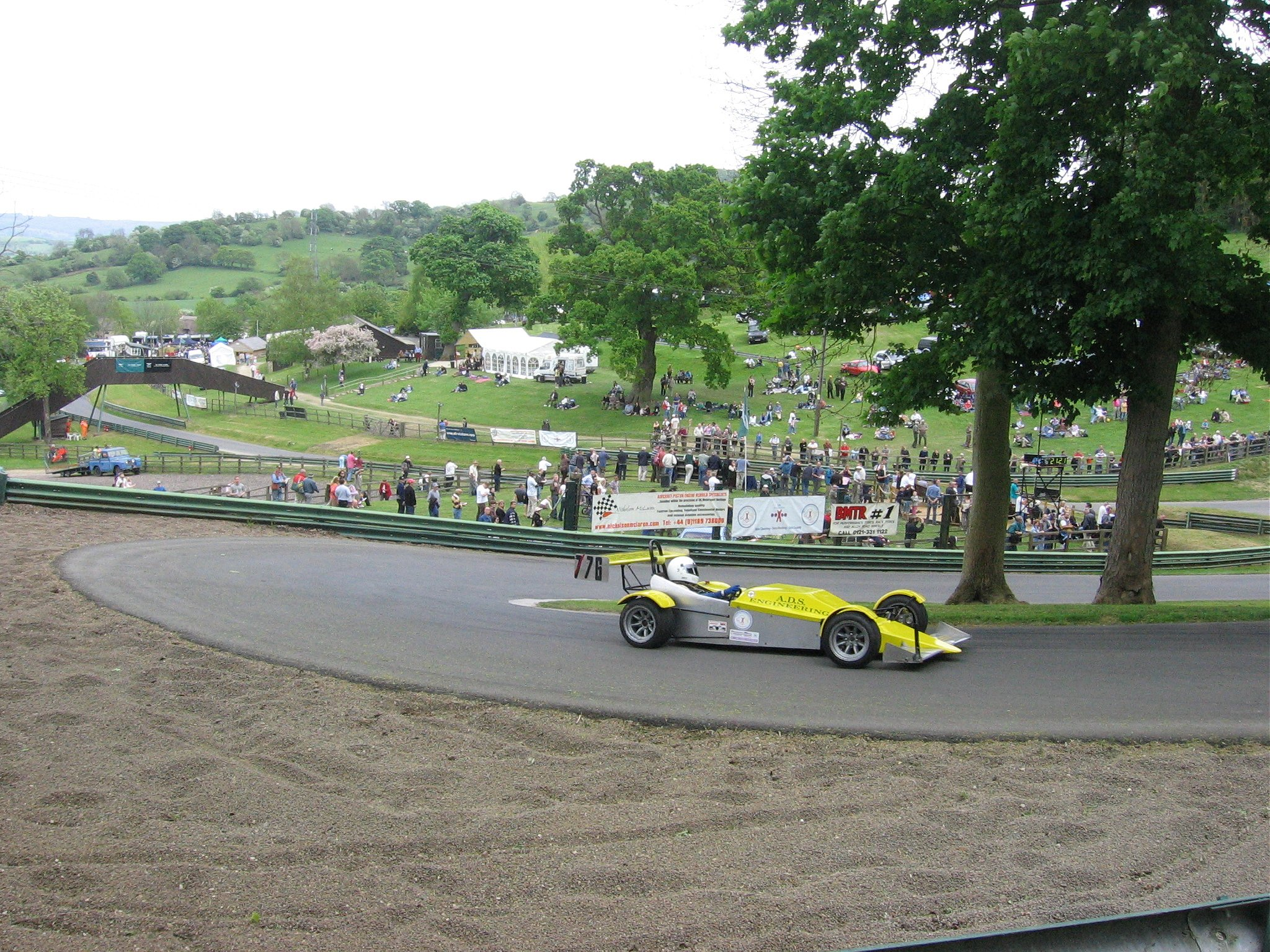

سباق المرتفعات هو نوع من سباقات المحركات الآلية حيث يتبارى المتنافسون على صعود مرتفع (في الغالب يكون تل أو هضبة ولكن يمكن أن يكون جبل أيضاً). بدأ هذا النوع من السباقات في نهاية القرن التاسع عشر. وقد تم إقامة أول سباق مرتفعات في العالم في فرنسا في يوم 31 يناير 1897، حيث بدأ من مدينة نيس وانتهى في قرية جبلية تدعى لا توربي.